# Michael Hahn (Jurist)
Michael Johannes Hahn (* 6. Februar 1961) ist ein deutscher Rechtswissenschaftler und Hochschullehrer.

## Leben
Michael J. Hahn, eines von zwei Kindern des 1927 geborenen Rechtswissenschaftlers Hugo Joseph Hahn und dessen Ehefrau Waltraud Hahn, geborene Jaeger, legte sein erstes juristisches Staatsexamen in Frankfurt am Main ab, erwarb seinen Doktor der Rechtswissenschaften in Heidelberg und seinen Master in Michigan.
Hahn war von 2005 bis 2008 an der University of Waikato School of Law in Hamilton (Neuseeland) als Professor für vergleichendes öffentliches Recht und Völkerrecht tätig; seither ist er dort Honorarprofessor. Seit 2008 hatte er den Lehrstuhl für Europarecht an der Juristischen Fakultät der Universität Lausanne inne und ist seit 2015 Direktor des Instituts für Europa- und Wirtschaftsvölkerrecht und Direktor des World Trade Institute in Bern.

## Schriften
Hahn ist mehreren Fachzeitschriften als Mitherausgeber und Berater verbunden, darunter der Zeitschrift für Europarechtliche Studien und dem New Zealand Yearbook of International Law.
- Die einseitige Aussetzung von GATT-Verpflichtungen als Repressalie. (engl. Unilateral suspensions of GATT obligations as reprisal.) Springer, Berlin u. a. 1996, ISBN 3-540-60499-5.
- Arrêt «Pesla»: l'équilibre entre les exigences de la libre circulation des personnes et le maintien d'un standard minimum dans les professions juridiques réglementées. In: Journal de droit européen. 18, 169, 2010, S. 143–145.
- Mehr Demokratie wagen: „Lissabon-Entscheidung“ und Volkssouveränität. In: Zeitschrift für Europarechtliche Studien. 12, 4, 2009, S. 583–598.